# Pierre Vadi
 (décembre 2010).
Si vous disposez d'ouvrages ou d'articles de référence ou si vous connaissez des sites web de qualité traitant du thème abordé ici, merci de compléter l'article en donnant les références utiles à sa vérifiabilité et en les liant à la section « Notes et références ».
Pierre Vadi, né en 1966 à Sion, est un artiste suisse. Il vit et travaille à Genève.

## Biographie
Pierre Vadi (né en 1966) vit à Genève. Il a étudié à l’ESAV à Genève (aujourd’hui HEAD, Haute école d'art et de design). Il enseigne à l'ecal (École Cantonale d'art de Lausanne) depuis 2005. Parmi ses expositions personnelles, relevons celles du Centre Culturel suisse de Paris (2015), de l’Ancien Pénitencier à Sion pour la Triennale Valais 2014, du Château d’eau dans le cadre du Printemps de Septembre à Toulouse, du Mamco à Genève (2009), au Swiss Institute à New York (2008), à la Zoo Galerie à Nantes, au Crédac à Ivry (2008), au Spot au Havre (2007), à la Salle de bains à Lyon, au Kunsthaus Baselland de Muttenz (2005), au Kunsthaus de Glarus (2004), à attitudes à Genève et à Trafó à Budapest (2002). Il a participé à des expositions au CAN à Neuchâtel (2013), à Forde à Genève, au Palais de Tokyo à Paris (2012), à la galerie Les Filles du Calvaire à Bruxelles, à Circuit à Lausanne (2008), à Fri Art à Fribourg (2007), à la galerie Cristina Guerra à Lisbonne, au MAC à Marseille, à la Passerelle à Brest, au Domaine Pommery à Reims (2006) ou au Kunsthaus de Zürich (1998). Il a été lauréat trois fois du Swiss Art Award (1997, 1998, 2006), et du prix Manor Genève (2001). Il travaille avec les galeries Triple V à Paris et ribordy contemporary à Genève. En 2013, l'artiste gagne le concours d'art public du centre culturel des Arsenaux, à Sion en Suisse, avec son projet Lemme. L'œuvre est inaugurée en août 2019. Volume de béton creusé d’espaces et ouvert par des vitrines, Lemme est une sculpture et un mini-centre d'art contemporain, implanté dans le parc du centre culturel des Arsenaux et ouvert au public en permanence. Un premier cycle de 12 expositions a été confié à l’artiste.

## Expositions personnelles (sélection)
- 2019

Lemme, Parc du Centre culturel des Arsenaux, Sion
- 2016

V pour flambe dans la vapeur le soleil comme une rose, La Placette, Lausanne
L'alphabet des ombres, ribordy contemporary, Genève
- 2015

Plus d'une langue, Centre Culturel Suisse, Paris
- 2014

The Zond Mission, Mathis Gasser & Pierre Vadi, Galerie Gregor Staiger, Zürich
- 2013

Penthouse, Villa Bernasconi, Genève
- 2012

Indice d'adhésion, Triple V, Paris Cplsion Cldestine, ribordy contemporary, Genève
- 2011

Zero, Curtat Tunnel, Lausanne
- 2009

Alcaline Earth, Galerie Triple V, Dijon

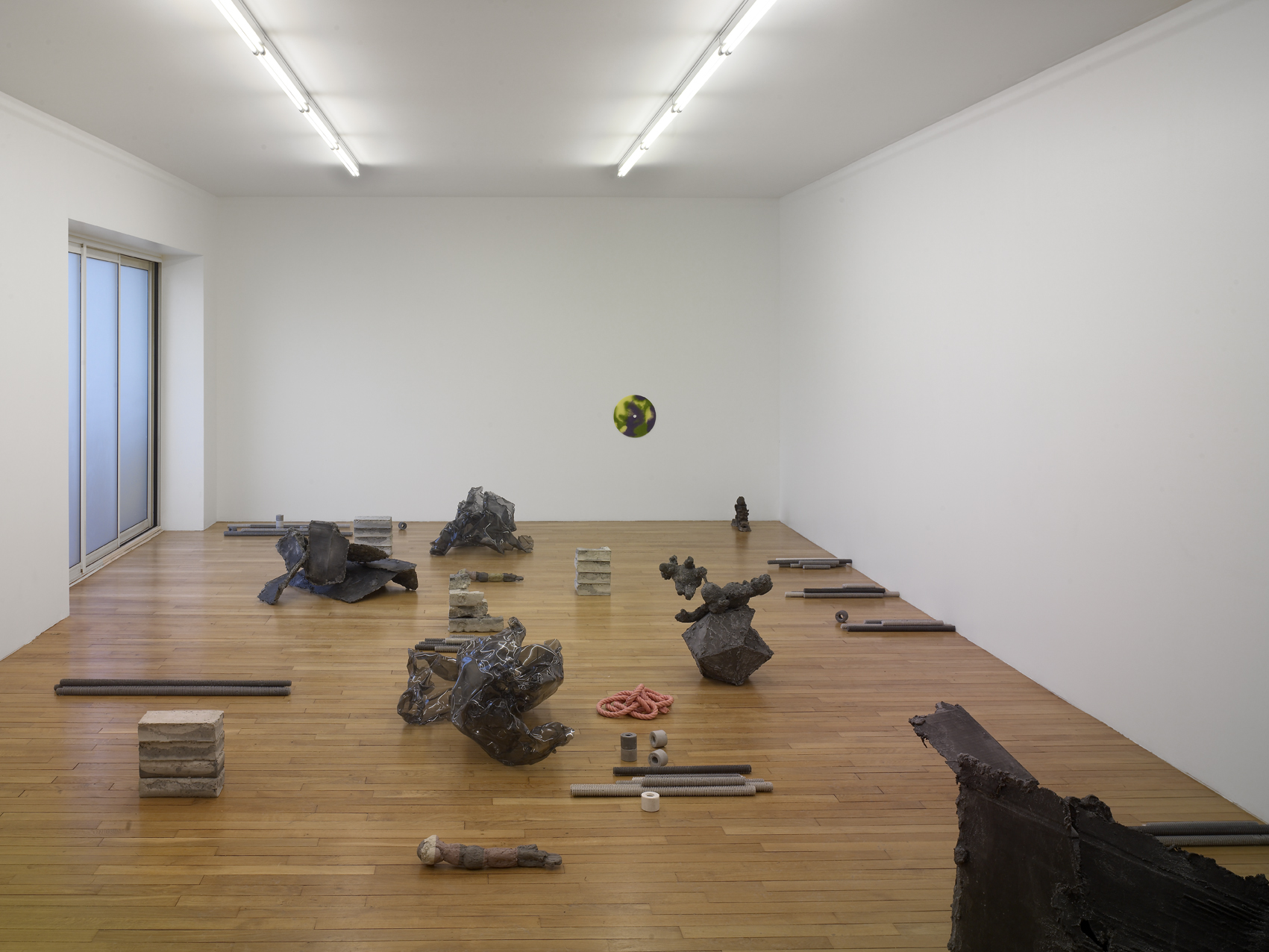
Vue de l'exposition de Pierre Vadi, Alcaline Earth, Galerie Triple V, Dijon, 2009

Hell Is Chrome, Le Château d’Eau, Printemps de Septembre, Toulouse
Crible, Galerie Evergreene, Genève
Scalps & Christian Dupraz, MAMCO, Genève
- 2008

Delta, Swiss Institute, New York

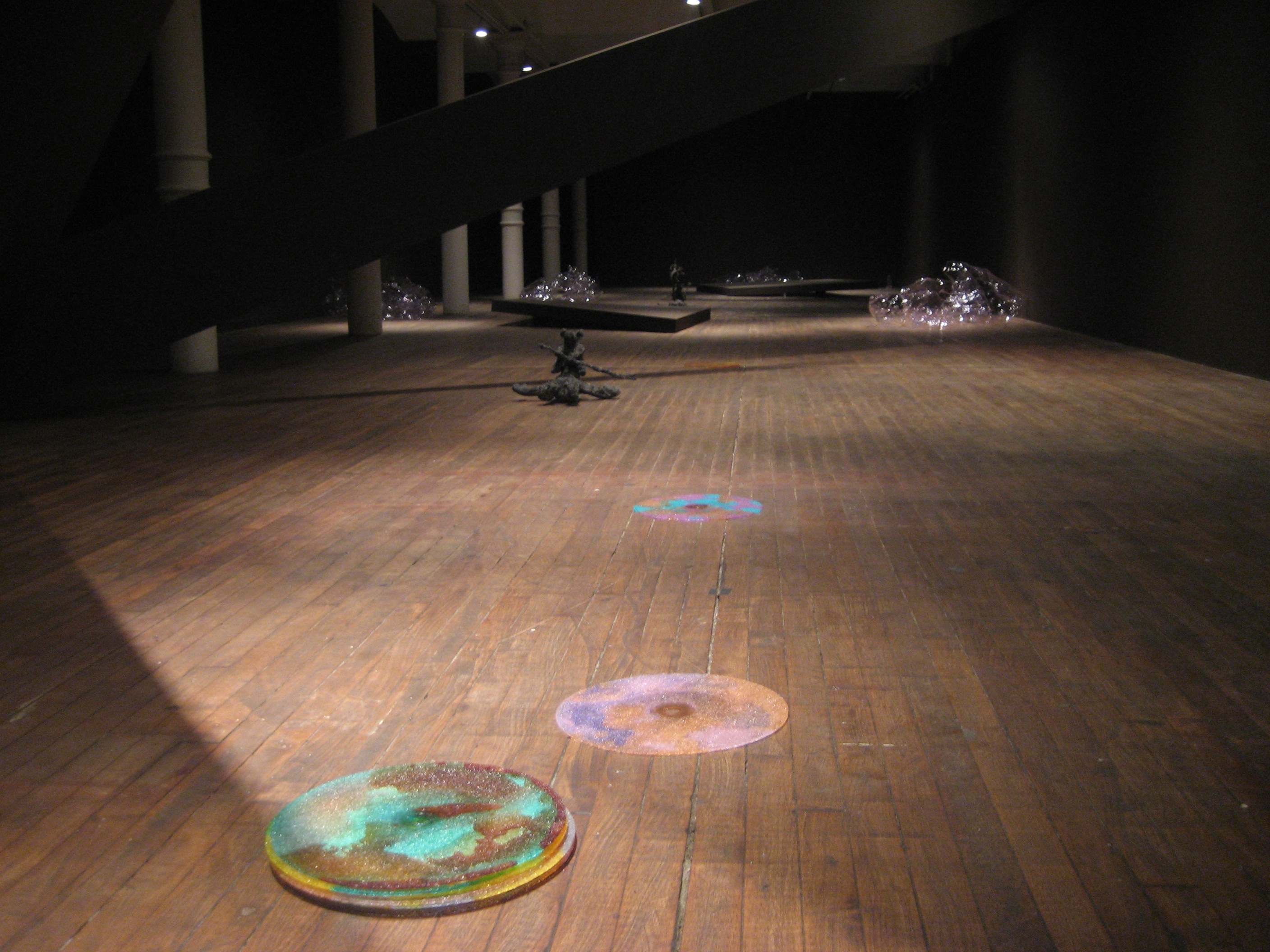
Vue de l'exposition de Pierre Vadi, Delta, Swiss Institute, New York, 2008

Minds, Zoo Galerie, Nantes
Sas, Le Crédac - Centre d’art contemporain d’Ivry, Ivry-sur-Seine
- 2007

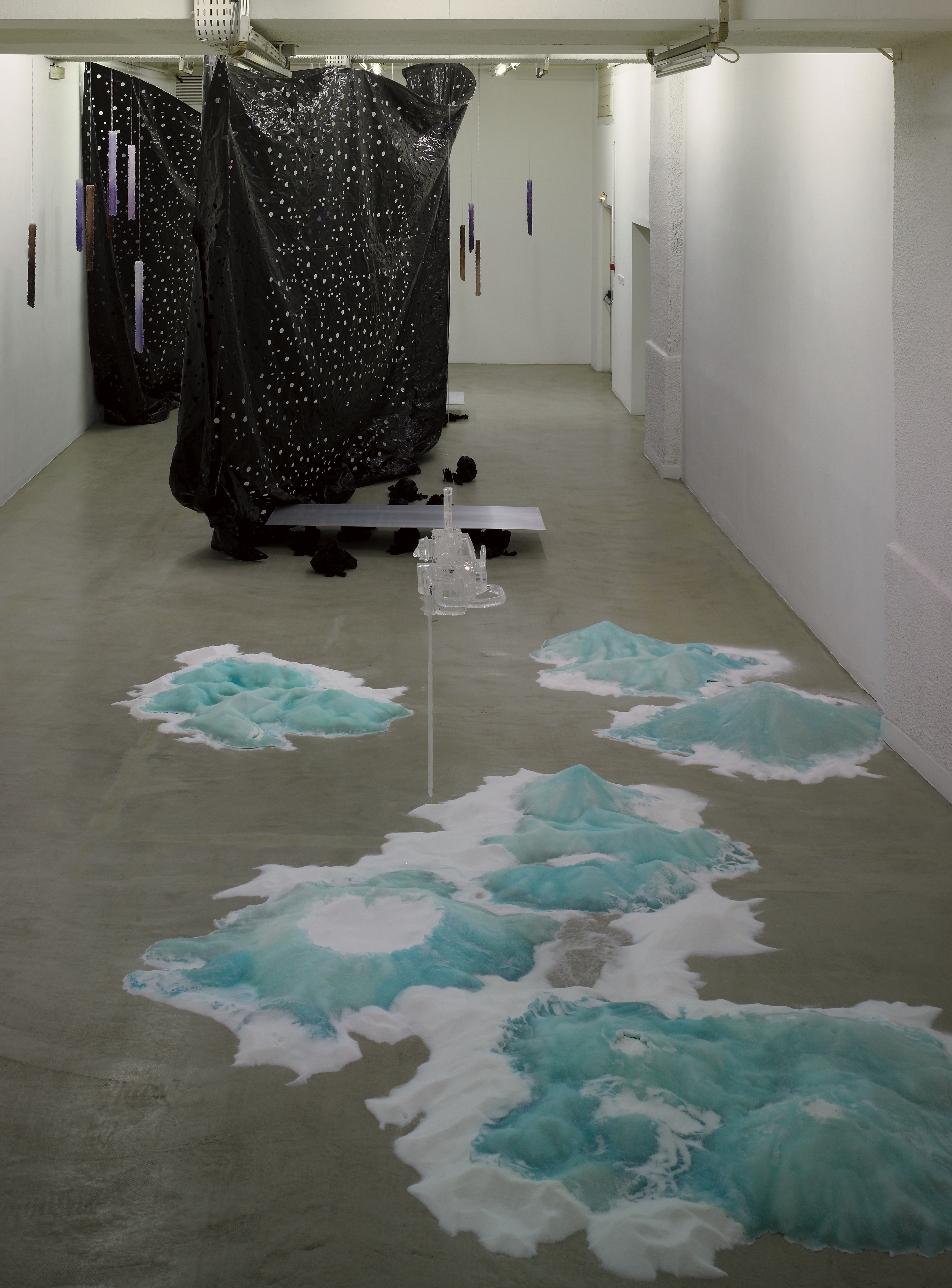
Vue de l'exposition de Pierre Vadi, Sas, Le crédac, Ivry-sur-Seine, 2008

Coma, Le Spot - Centre d’Art Contemporain, Le Havre
- 2006

Cendrillon, Planète 22, Genève
Rumeur, Forum d’Art Contemporain, Sierre
- 2005

Microfissure, curator : Circuit, La station, Nice
Spectres, La salle de bains, Lyon
Happy hours, Kunsthaus Baselland, Muttenz
Bang Bang, Galerie Evergreene, Genève
- 2004

Kalter Garten, Filiale, Bâle
- 2003

Vidya Gastaldon, Amy O’Neill, Pierre Vadi, Centre d’Art Contemporain, Genève
- 2002

Bleu ciel (géographiques), MAMCO, Genève
Bleu ciel, Attitudes, Genève
Wavelab, Maison des Arts Contemporains, Trafó, Budapest
- 2001

Capture et dispersion, Musée Jurassien des Arts, Moutier
- 1999

Sirop, Palais de l’Athénée, Salle Crosnier, Genève
- 1997

Une vie privée, Showroom Manzoni, Genève
Aparté 3, curator : Attitudes, Musée des Beaux-Arts, Sion
- 1996

Une partie, Espace d’Art Contemporain, Genève

## Expositions collectives (sélection)
- 2017

Immersion, LiveInYourHead, Genève
General Audition, Galerie l'elac, Renens
- 2016

Contrastes simultanés, Château de Cadillac, Cadillac
Sèvres outdoor 2016, cité de la céramique, Sèvres
Group Show, Triple V, Paris
INAUGURATION au 5 rue du Mail, Triple V, Paris
Quiz 2, organisée par Robert Stalder et Alexis Vaillant, Mudam, Luxembourg
- 2015

L'échappée belle, organisée par Véronique Ribordy, Musée d'art et d'histoire, Neuchâtel*
Tout ce qui se fait sous le soleil, Le lieu unique, Nantes
Death of the Shambls, Silicon Malley, Prilly
Biens publics, Musée Rath, Genève
Reverse, Villa Bernasconi, Genève
- 2014

Entre quatre murs, organisée par Helen Hirsch, Musée des Beaux-Arts, Sion
Smoking Up Ambitions, organisée par Donatella Bernardi et Fabienne Bideaud, Pavillon Sicli, Genève*
Quiz, organisée par Robert Stalder et Alexis Vaillant, Galerie Poirel, Nancy*
Flatland, MAMCO, Genève
Emergences, Bex & Arts Triennale, Bex
- 2013

Travaux, 2010 – 2013, Mathis Gasser – Pierre Vadi, une invitation de Mathis Gasser, LiveInYourHead, Genève
Coulisses, organisée par Olivier Vadrot, FRAC Aquitaine, Bordeaux
Summer Break, ribordy contemporary, Genève
Superamas, phase 4 / La Cavalerie, CAN, Neuchâtel
- 2012

Science Fiction §3, Triple V, Paris
Les dérives de l’imaginaire, organisée par Julien Fronsacq, Palais de Tokyo, Paris*
Food, Forde, Genève
Panegyric, Forde, Genève
- 2011

Meubler la solitude, organisée par Simon Baur, Kunsthaus Baselland, Muttenz*
Summer Meltdown, ribordy contemporary, Genève
Safari, organisée par Patrice Joly, le lieu unique, Nantes
L’éclair, organisée par Solenn Morel, Espace d’art contemporain la Tôlerie, Clermont-Ferrand*
Echoes, Centre culturel suisse, Paris*
Abstract & Traces, ribordy contemporary, Genève
- 2010

Radical posture, Galerie Les filles du calvaire, Bruxelles
La Diagonale du Vide, La Salle de bains, Lyon
Le carillon de Big Ben, le Crédac, Centre d’art contemporain d’Ivry, Ivry-sur-Seine
Borderlines, Cabinet d’arts graphiques, Musée d’Art et d’Histoire, Genève
Climax Redux, organisée par Eveline Notter, Bâtiment d’art contemporain, Genève
- 2009

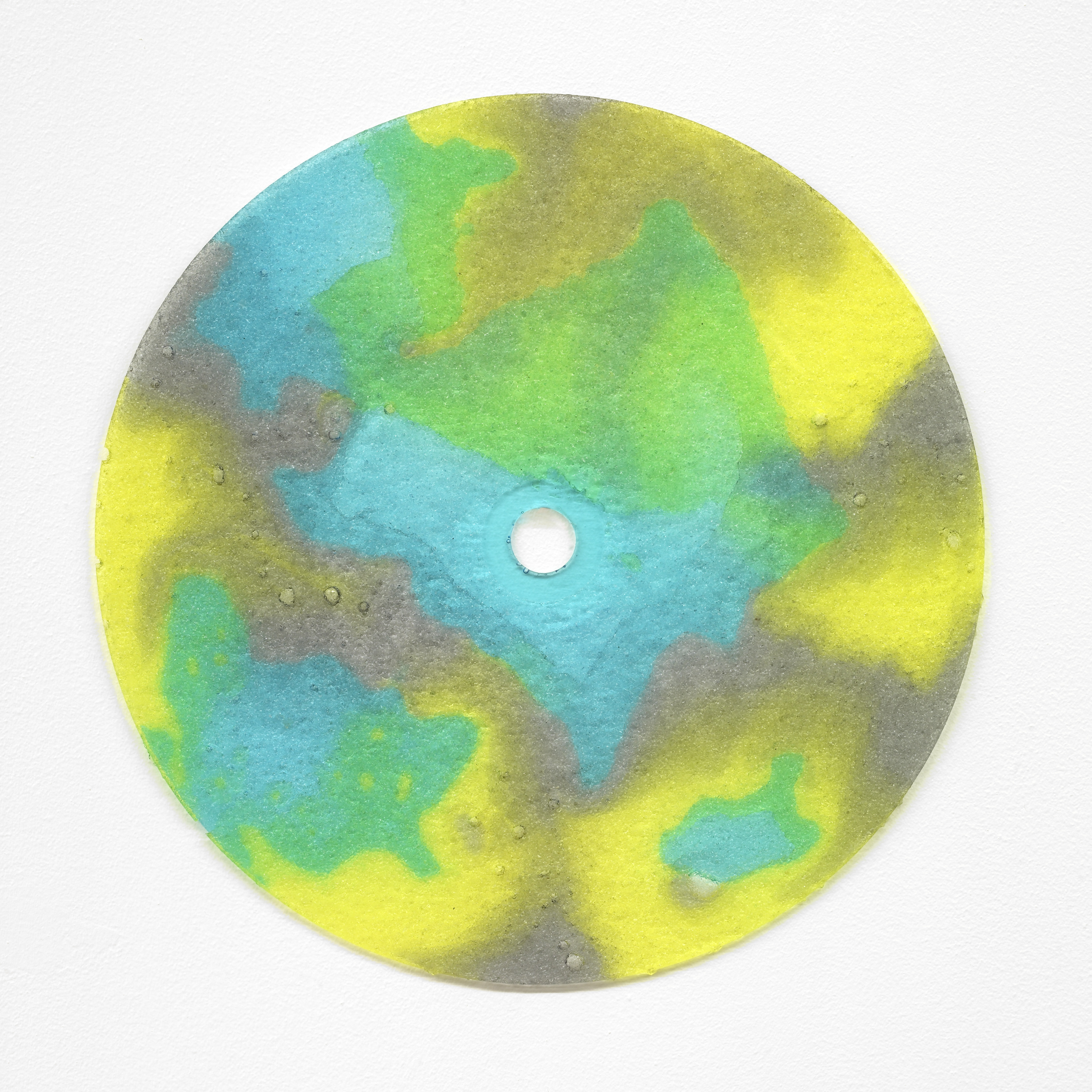
Zéropolis, Pierre Vadi, 2008

L’île de béton, organisée par Triple V, Galerie LHK, Paris
- 2008

Un Art Du Feu, organisée par Guillaume Pilet, Espace Bellevaux, Lausanne *
La chute d’eau, Circuit, Lausanne*
When Fears become Form, CAN, Neuchâtel
Absraction extension, organisée par Christian Besson, Julien Fronsacq, Samuel Gross, fondation Salomon, Alex/Annecy
Le Spectrarium, organisée par Samuel Dubosson, Mélodie Mousset, Tatiana Rihs, Pavillon Suisse – Le Corbusier, Paris
- 2007

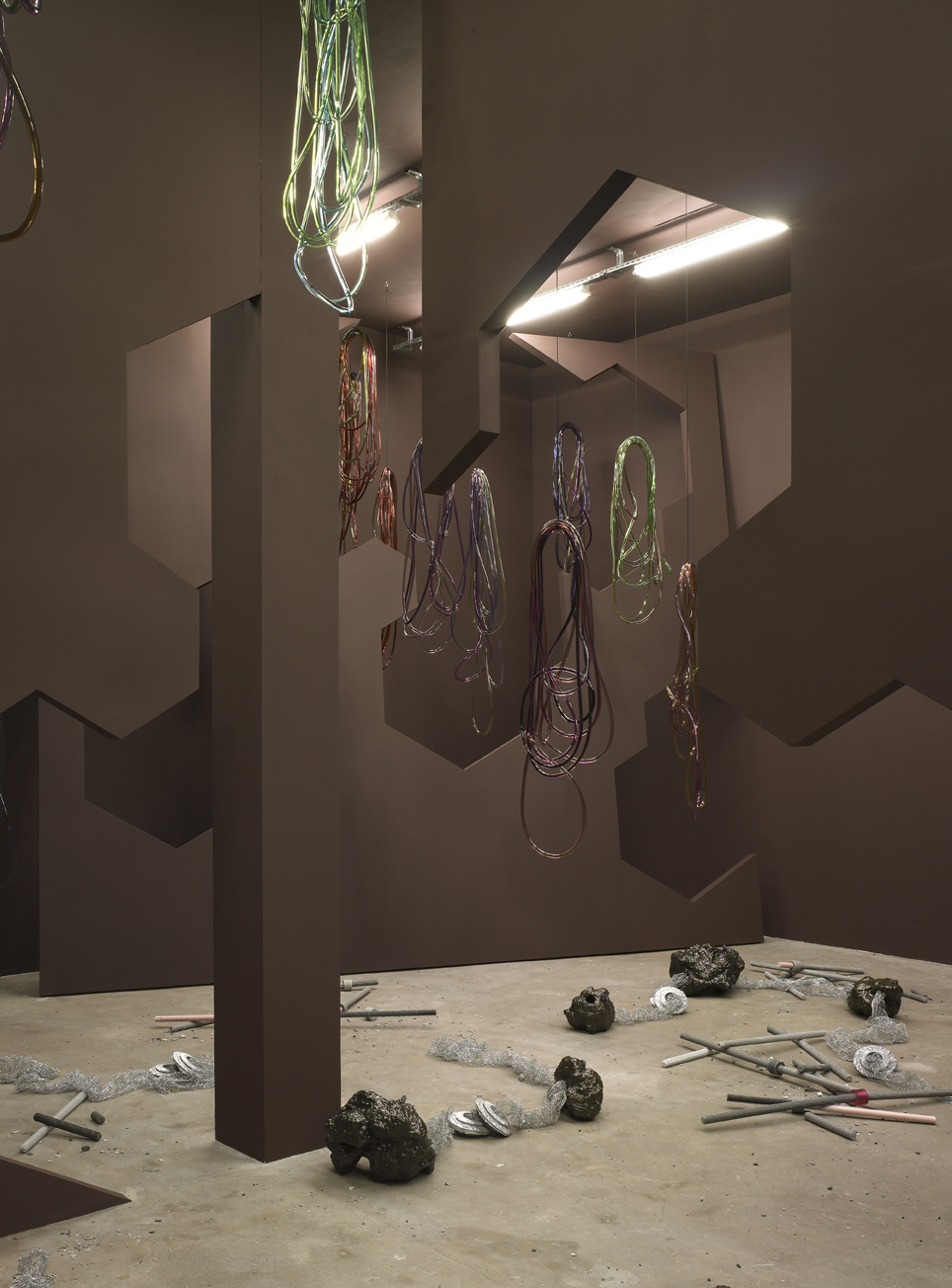
Vue de l'exposition Coma de Pierre Vadi, Le Spot-Centre d'Art contemporain, Le Havre, 2007

A Success Story in Art and Design, curator : John M Armleder, ELAC - Espace Lausannois d’Art Contemporain, Renens
Emotional Landscapes, Kunsthalle Fri-Art, Fribourg 
Plastic dreams, I Sotterranei dell’Arte, Antico Monastero delle Agostiniane, Monte Carasso
Exposition/vente de multiples, Forde - Espace d’art contemporain, Genève
Les roses de Jéricho, curator : Claire Le Restif, Attitudes, Genève
Peyotl, curator : Patrice Joly, Ecole municipale des Beaux-Arts - Galerie Edouard Manet, Gennevilliers
- 2008

Un Art Du Feu, organisée par Guillaume Pilet, Espace Bellevaux, Lausanne *
La chute d’eau, Circuit, Lausanne*
When Fears become Form, CAN, Neuchâtel
Absraction extension, organisée par Christian Besson, Julien Fronsacq, Samuel Gross, fondation Salomon, Alex/Annecy
Le Spectrarium, organisée par Samuel Dubosson, Mélodie Mousset, Tatiana Rihs, Pavillon Suisse – Le Corbusier, ParisvBlackout, Hard Hat, Genève
- 2006

Hysteria Siberiana, curator : Marc-Olivier Wahler, Cristina Guerra Contemporary Art, Lisbonne
La cour des bruyants et le jardin des incurables, curators : Julien Fronsacq et Samuel Gross, Makrout Unité, Les Clées
Modus, curator : Michelle Nicol et Gianni Jetzer, Neue Kunst Halle, St. Gallen
Egosystème, 10 ans de la Station au Confort Moderne, Poitiers
Offshore, curator : Jean-Max Colard, Musée d’Art Contemporain, Marseille
Sol système, curators : Patrice Joly et Jean-Max Colard, Centre d’Art Passerelle, Brest
The Missing Evidence, curator : Eveline Notter, Centre d’Edition Contemporaine, Genève
Conversation Pieces - Regard sur la collection du Fonds d’art contemporain de la ville de Genève », 
Centre d’Art Contemporain, Genève
Super Nova, Expérience Pommery 3, curator : Judicaël Lavrador, Domaine Pommery, Reims
Reisen mit der Kunst, Stiftung Kunst Heute, Kunstmuseum Berne
KIT-o-PARTS, curator:  Salle de bains, Lyon, CAN, Neuchâtel
Midnight Walkers, curators : Claire le Restif et Sabine Schaschl-Cooper, Le Crédac - Centre d’art contemporain d’Ivry, Ivry-sur-Seine
- 2005

Naturellement abstrait - L’art Contemporain Suisse dans la Collection Julius Baer, Centre d’Art Contemporain, Genève
Enchanté château, curator : MAMCO Genève, Fondation Salomon, Alex/Annecy
- 2004

None of the above, curator : John Armleder, SI Swiss Institute, New york
Yellow Pages, curators : John Armleder et Team 404, Kunsthalle Palazzo, Liestal, Cabinet des Estampes, MAMCO, Genève
Negotiation : for Love or Money ?, curator : Eveline Notter, Galerie Donzévansaanen, Lausanne
Kunsthaus Glarus, Liste 04, Bâle
Fürchte dich, Helmhaus, Zürich
Hot lunch, Kunsthaus Glarus
- 2003

As a house that moves, Fri-art, Fribourg
Nuit blanche dans l’appartement, Forde, Espace d’art contemporain, Genève
Domestication, Forde - Espace d’art contemporain, Genève
- 2002

Künstlich natürlich!, Städtische Galerie im Amtshimmel, Baden
- 2001

Get angry, Musée Cantonal des Beaux-Arts, Lausanne
Analogue - Dialogue, Kunstmuseum Solothurn, Solothurn
The Unlimited Dream Company, ELAC - Espace Lausannois d’Art Contemporain, Lausanne
Record Collection, Forde - Espace d’Art Contemporain, Genève
Klanginstallation,(avec Francis Baudevin) Infolge 05 Kunstprojekt Bahnhof, Baden
- 2000

Outside in, outsiding, outsiders, outside story, inside city, Sous-Sol, Ecole Supérieure d’Art Visuel, 	Genève
- 1999

Incubus family, Fonds cantonal d'art contemporain, Genève
Le privé et l’intime, avec Frédéric Perone, Villa Bernasconi, Grand-Lancy
- 1998

Freie Sicht aufs Mittelmeer, Kunsthaus, Zürich; Kunsthalle Schirn, Francfort
In vitro e altro, Cabinet des Estampes du Musée d’Art et d’Histoire, Genève
Concours fédéral des Beaux-Arts, Museum zu Allerheiligen, Schaffhausen

## Prix
2006	Prix fédéral des Beaux-Arts
2003	Atelier Schönhauser, Berlin
2001	Prix Culturel Manor Genève
1998	Prix fédéral des Beaux-Arts
1997	Prix fédéral des Beaux-Arts